# Round Hill, Virginia
Round Hill är en ort i Loudoun County i delstaten Virginia, USA.